# العرب (كتاب)
العرب: 3000 عام من تاريخ الشعوب والقبائل والإمبراطوريات هو كتاب غير خيالي لعام 2019 للمؤلف والمستعرب البريطاني تيم ماكينتوش سميث. ألف الكتاب على مدى 9 سنوات، وخلال السنوات الأربع الماضية كان المؤلف محتجزًا في الحي الذي يسكن فيه بسبب اندلاع الحرب اليمنية. يغطي الكتاب تاريخ العرب من أول ذكر معروف لهم في عام 853 قبل الميلاد وحتى الوقت الحاضر، ويستخدم الكتاب اللغة العربية كعامل موحد لرواية القصة. حصل كتاب العرب على عشرات المراجعات والإشارات، وكانت الغالبية العظمى منهم مؤيدة.
في عام 2009 كلفت مطبعة جامعة ييل ماكنتوش سميث بتأليف الكتاب، على الرغم من أنه رفض المهمة في البداية، لأنها كانت «تتطلب الكثير من العمل». وقدّر أن الأمر سيستغرق 5 سنوات، لكنه في النهاية استغرق حوالي 9 سنوات. لأن الحرب اليمنية (2015 إلى الوقت الحاضر) قد حصرته في حيه الذي يقيم فيه لأكثر من 4 سنوات. خلال هذه الفترة التي كان فيها احتجز في هذا الحي، مع سقوط قذائف الهاون والصواريخ حوله، وترديد صدى الهتافات اليومية «الموت لأمريكا» ألف كتاب العرب. بسبب انقطاع التيار الكهربائي الإجمالي في اليمن خلال الحرب، استخدم المؤلف جهاز كمبيوتر محمول يعمل بالطاقة الشمسية لتأليف الكتاب. ويقيم ماكنتوش سميث منذ أواخر عام 2019 في كوالالمبور.
صمم غلاف الكتاب أليكس كيربي. كان الهدف من اختيار استخدام أنماط رقائق الذهب هو منحها مظهر «المجلد الخاص بالموضوع». وقال كيربي إن مصدر إلهام الغلاف جاء بعد أن اطلع على «عشرات الكتب والمواقع التي تعرض الخط الإسلامي والأنماط والزخارف». تم اختيار تصميم الغلاف في معرض جمعية مطابع الجامعات الأمريكية لعام 2020 للكتاب والغلاف والمجلة. تمت قراءة الكتاب الصوتي بواسطة رالف ليستر مدته 25 ساعة و34 دقيقة، 

## المحتوى

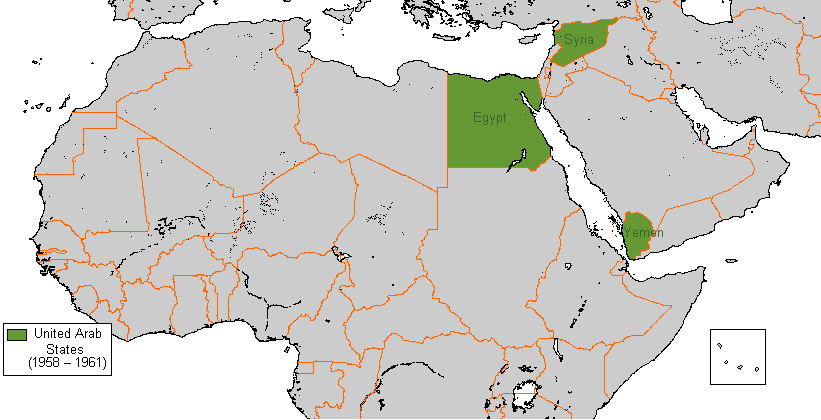
كانت الدول العربية المتحدة اتحادًا كونفدراليًا قصير الأمد للجمهورية العربية المتحدة (مصر وسوريا) واليمن الشمالي من 1958 إلى 1961.

يشير عنوان الكتاب إلى العرب دون استخدام أداة التعريف «الـ» (عرب بدلاً من العرب) لأن معنى الكلمة، حسب المؤلف، تغير كثيرا مع مرور الوقت، مما جعلها كلمة «مضللة» في الاستخدام. العنوان الفرعي مستوحى جزئيًا من الآية القرآنية 49:13: «يَا أَيُّهَا النَّاسُ إِنَّا خَلَقْنَاكُم مِّن ذَكَرٍ وَأُنثَىٰ وَجَعَلْنَاكُمْ شُعُوبًا وَقَبَائِلَ لِتَعَارَفُوا. [التأكيد مضاف]».
بالإضافة إلى المقدمة والتمهد والخاتمة، ينقسم الكتاب إلى ستة أجزاء رئيسية تغطي «موجات الوحدة» الثلاث الرئيسية للتاريخ العربي المسجل، ويتخذ كل منها نفس العدد من الصفحات. تحتوي الموجة الأولى (900 قبل الميلاد إلى 630 بعد الميلاد) على أجزاء عن «الظهور» و«الثورة»، بينما تحتوي الموجة الثانية (من 630 إلى 1350) على «الهيمنة» و«الانحدار»، أما الموجة الثالثة (من 1350 إلى اليوم) فتغطي «الغياب» و«عودة الظهور».
يُفتتح الكتاب في المقدمة بطرح سؤال مركزي من شأنه أن يشكل الموضوع الرئيسي لأطروحته، وهو بالتحديد؛ ما هي أسباب الوحدة والتفرق عند العرب. يسلط المؤلف الضوء على الغموض المرتبط بتعريف معنى مصطلح «عربي» ويلاحظ أهمية اللغة العربية الفصحى في توحيد هذه المجموعة العرقية، وبالتالي الحاجة إلى دراسة تاريخ اللغة العربية. ويعتبر أن اللغة هي «السمة المميزة» للعرب، ويطلق عليهم اسم «الناطقين بالعربية» ويشير إلى الوطن العربي بأنه العالم الناطق بالعربية. وأكد على أهمية دراسة تاريخ العرب منذ البداية، وأول ذكر لهم كان عام 853 قبل الميلاد، وليس من وقت ظهور الإسلام كما فعل ألبرت حوراني. في وقت كتابة هذا القسم في عام 2017، كان الوقت بين ذلك الحين وعام 582 وقت النبي محمد وفق المصادر الإسلامية، يماثل تمامًا الفترة بين ذلك الوقت وتاريخ 853 قبل الميلاد (1435 عامًا)، بمعنى أن ظهور الإسلام يقع في منتصف التاريخ العربي وليس في بدايته. الانطلاق من بداية تاريخ العرب ضروري من أجل «إزالة أسلمة» تاريخ العرب و«إعادة تعريبه».

### مرحلة ظهور العرب 900 ق.م - 600 م
يعود أول ذكر معروف للعرب في التاريخ إلى عام 853 قبل الميلاد في نص آشوري يذكر رجلاً يُدعى جندبو وهو زعيم قبلي عربي امتلك 1000 جمل وساعد الملك شلمنصر الثالث على هزيمة أعدائه. كان العرب هامشيين مقارنة بالبابليين والآشوريين والفرس والرومان في الشمال والسبئيون في الجنوب. لم يتحدث السبئيون وغيرهم من شعوب جنوب الجزيرة العربية بالعربية، بل إن مجموعتهم اللغوية هي العربية الجنوبية القديمة، والتي تختلف عن العربية مثل اختلاف الألمانية عن الإيطالية. تشير كثرة اللهجات العربية إلى أن اللغة لم تكن موحدة في ذلك الوقت، وأن العرب كانوا مجموعة مختلطة وراثيًا ولغويًا، وهو أحد الأصول المحتملة لكلمة عربي.
لم يكن هنا شيء اسمه العربية، المفردة؛ بل كان هناك - ولا يزال - العديد من اللهجات العربية. لم تكن كلمة «العربية» قط فرعًا فرعيًا متقنًا من لغة سامية أو مجموعة متجانسة من لغات مشتقة منها، ولكنها ثمرة متشابكة ومزخرفة متعددة تحمل بعض السمات القديمة جدًا والغريبة جدًا. يعكس التنوع الكبير في «حزمة اللهجات» التي أصبحت عربية معنى العربية كمجموعة مختلطة، تجمع متعدد اللغات واللهجات والوراثة، والذي كان يستوعب أعضاء جددًا بانتظام منذ أوقات مبكرة جدًا.